# Hello (ナオト・インティライミの曲)
「Hello」（ハロー）は、ナオト・インティライミの6枚目のシングル。2011年8月10日にユニバーサルシグマから発売。

## 概要
マツダ『デミオ』のCMソングに起用、テレビ東京系「JAPAN COUNTDOWN」2011年8月度オープニングテーマ

表題曲のベースはレミオロメンの前田啓介、2曲目のピアノにミトカツユキ、パーカッションにはSLY MONGOOSEの富村唯が参加している。

## 収録曲
全作曲：ナオト・インティライミ
1. Hello [4:07]
作詞：ナオト・インティライミ、SHIKATA／編曲：SHIKATA、REO
  - マツダ「デミオ」CMソング
  - テレビ東京系「JAPAN COUNTDOWN」2011年8月度オープニングテーマ
2. 今のキミを忘れない　~Strings ver.~  [4:24]
作詞：ナオト・インティライミ／編曲：SHIKATA、REO、ナオト・インティライミ
3. Hello [KARAOKE][4:06]